# Dayana Segovia
Dayana Patricia Segovia Elles (* 24. März 1996 in Turbaco) ist eine kolumbianische Volleyballspielerin.

## Karriere
Segovia begann in einem Park ihrer Heimatstadt mit dem Volleyball und wurde dort von einem Schiedsrichter entdeckt, der sie zum örtlichen Verein brachte. Später spielte sie in Argentinien bei Boca Juniors. Sie gehörte zu mehreren Nachwuchsmannschaften ihres Landes. Mit der U23-Nationalmannschaft gewann sie Silber bei der südamerikanischen Meisterschaft und erhielt dabei eine Auszeichnung als beste Diagonalangreiferin des Turniers. In der Saison 2016/17 spielte sie bei finnischen Erstligisten LP Kangasala und wurde Topscorerin der Liga. Danach wurde sie vom deutschen Bundesligisten Rote Raben Vilsbiburg verpflichtet.